# Archibald (Jean Ache)
Pour les articles homonymes, voir Archibald.
Archibald est un personnage de bande dessinée créé par Jean Ache pour le journal France Dimanche en 1948¸ et repris pour le journal Pilote à partir de 1965. Ses aventures humoristiques se déroulent dans une préhistoire fantaisiste.

## Présentation
En 1948, Jean Ache crée pour le journal France Dimanche, le personnage d'Archibald, le Costaud sentimental. Ce personnage préhistorique est inspiré d'un héros précédent de Jean Ache, Biceps, le Costaud sentimental. L'Archibald de France Dimanche, destiné à un public adulte, est de teneur légèrement plus coquine. Archibald est nanti d'une fiancée aux formes généreuses - Rosita  - et est entourée de jeunes femmes souvent fortement dénudées et délurées. Trois aventures d'Archibald paraissent ainsi dans France Dimanche pendant près de deux ans.
En 1965, en entrant au Journal Pilote, Jean Ache reprend les aventures de son héros sous le titre d'Archibald, l'Homme de la préhistoire.  
Jean Ache propose un voyage à l’âge de pierre dans la tribu des Gros-Mignons. Il est inutile d'y chercher une quelconque authenticité puisque l’humour découle justement d’un mode de vie moderne adapté aux temps préhistoriques.
Archibald et son copain Bouboulimi, un bon gros faisant office d’Obélix de service, parcourt son petit monde en chevauchant son diplodocus Alphonse. Plusieurs épisodes sont des allusions directes à des actualités de l’époque comme l’épisode 15, parodie de la série télévisée des 5 dernières minutes, ou, dans le même style, l’épisode 12 pour la série des Incorruptibles.
Cette bande comique est composée de 21 récits complets. À quelques exceptions près, tous font 6 planches chacun pour un total de 122 pages.
La tonalité des histoires plutôt destinées aux enfants ne cadrait plus vraiment avec l’orientation du journal et la série s’arrêta en 1968, sans donner lieu à l'époque à la publication d'un album.
En 1981, Bédésup réunit plusieurs de ces récits dans un album.

## Publication dansPilote
| Année | Épisode | Épisode                                            | Nombre de planches | Publication dans le journal Pilote (N°) | Remarque                                                                    |
| Année | N°      | Titre                                              | Nombre de planches | Publication dans le journal Pilote (N°) | Remarque                                                                    |
| ----- | ------- | -------------------------------------------------- | ------------------ | --------------------------------------- | --------------------------------------------------------------------------- |
| 1965  | 1       | Archibald–Le–Grand                                 | 6                  | 298                                     |                                                                             |
| 1965  | 2       | Archibald et l’infiniment petit diplodocus         | 6                  | 312                                     |                                                                             |
| 1965  | 3       | La fête nationale des Gros–Mignons                 | 6                  | 322                                     |                                                                             |
| 1966  | 4       | Un bon appétit et une bonne mine                   | 6                  | 327                                     | Ainsi que la couverture.                                                    |
| 1966  | 5       | Le tiercé du tertiaire                             | 6                  | 337                                     | La première planche comporte une caricature de Goscinny, le goscinanthrope. |
| 1966  | 6       | Archibald et les Policenthropes                    | 6                  | 342                                     |                                                                             |
| 1966  | 7       | Du pchik pour les blups !                          | 6                  | 346                                     |                                                                             |
| 1966  | 8       | Vacances à l’âge de pierre                         | 2                  | 349                                     | En fait, une planche double.                                                |
| 1966  | 9       | Une enquête préhistorique du commissaire Archibald | 6                  | 355                                     |                                                                             |
| 1966  | 10      | L’héritage du Papitou                              | 6                  | 356                                     |                                                                             |
| 1966  | 11      | Une hache inspirée                                 | 2                  | 358                                     |                                                                             |
| 1966  | 12      | Les incoercibles                                   | 6                  | 368                                     |                                                                             |
| 1966  | 13      | Échec et math’s                                    | 6                  | 374                                     |                                                                             |
| 1967  | 14      | Un effet œuf                                       | 6                  | 382                                     |                                                                             |
| 1967  | 15      | Les cinq derniers minus                            | 6                  | 392                                     |                                                                             |
| 1967  | 16      | La massue magique                                  | 6                  | 397                                     |                                                                             |
| 1967  | 17      | Émois à l’île d’effroi                             | 6                  | 402                                     |                                                                             |
| 1967  | 18      | Un chasseur de primes déprimé                      | 6                  | 418                                     |                                                                             |
| 1967  | 19      | La conquête de Bouboulimi                          | 6                  | 423                                     |                                                                             |
| 1968  | 20      | Et patati… Gare aux Jaspins                        | 6                  | 439                                     |                                                                             |
| 1968  | 21      | Une femme de goût                                  | 6                  | 453                                     |                                                                             |

Note : La plupart de ces histoires ont été publiées en bichromie à tonalité de rouge.